# Kara śmierci w Wirginii

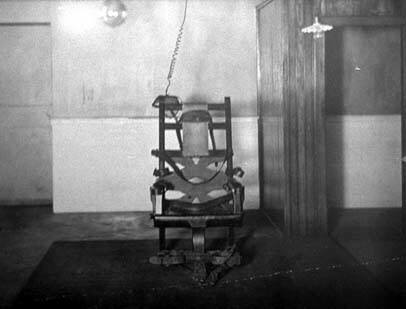
Krzesło elektryczne było jedyną metodą egzekucji w Wirginii w latach 1909–1994

Kara śmierci figuruje w prawie amerykańskiego stanu Wirginia. Tutaj wykonano najwięcej wyroków śmierci w historii USA.

## Historia
Kolonia Wirginia (a wówczas jeszcze miasto Jamestown wraz z okolicami) wykonała pierwszy wyrok śmierci w historii przyszłych Stanów Zjednoczonych. 1 grudnia roku 1607 George Kendall, radny, został rozstrzelany za szpiegostwo na rzecz Hiszpanii. Wirginia też straciła pierwszą kobietę (za morderstwo).
Do roku 1962, kiedy wykonano ostatni wyrok przed abolicją, 1,277 osób zostało straconych w tym stanie, zaś po jej przywróceniu, w tym przypadku od roku 1982, na egzekucję poprowadzono 113 osób skazanych za morderstwo. Jak do tej pory jest to rekord niepobity przez żaden inny stan.
Do roku 1909 zdecydowanie dominującą metodą pozbawiania życia w majestacie prawa było powieszenie. Choć zdarzały się egzekucje przez spalenie na stosie (wyłącznie czarnoskóre osoby), co miało miejsce np. w roku 1737 i powieszenia z okowami (np. 1720).
W roku 1909 powieszenie zostało zastąpione przez krzesło elektryczne. Jedyny wyjątek zrobiono dla niejakiego Joela Payne'a, który w tym roku, już po wprowadzeniu nowego prawa, zginął na szubienicy.
Najmłodszą osobą straconą w historii Wirginii był 16-letni Percy Ellis (1916 za morderstwo). Notabene w tym samym roku, również za morderstwo, stracono 83-letniego Joego Lee, najstarszego więźnia. W tym stanie stracono także jedyną niepełnoletnią kobietę na krześle elektrycznym – Virginię Christian.
Dawniej nie tylko zabójstwo karane było śmiercią. Zdarzało się również, że za capital crime uznawano podpalenie, rozbój czy zgwałcenie. Dnia 2 lutego 1951 stracono siedmiu czarnoskórych mężczyzn za gwałt na białej kobiecie (tzw. sprawa siódemki z Martinsville), choć co do ich winy istniały poważne wątpliwości.

## Po przywróceniu (Post-Gregg)
Po tym jak Sąd Najwyższy USA pod przewodnictwem Warrena Burgera przywrócił 2 lipca 1976 roku (na mocy sprawy znanej jako Gregg v. Georgia) karę śmierci w USA, stan Wirginia przywrócił ją również.
Pierwszy wyrok (gubernatorem stanu był wówczas Chuck Robb) wykonano 10 sierpnia 1982 na Franku Copolli. Jego egzekucja na krześle elektrycznym była jednak nieudana i brutalna (botched execution), ale po nim stracono, do dziś, 112 osób, co jest drugim „wynikiem” po Teksasie, po przywróceniu stosowania kary śmierci. Należy zwrócić również uwagę, iż Wiriginia jest bardzo „efektywna” w wykonywaniu orzeczonych w tym stanie wyroków śmierci i ma stosunkowo jeden z najkrótszych w kraju odsetek osób oczekujących na wykonanie kary.
Krzesło elektryczne było jedyną metodą egzekucji do roku 1994, kiedy primary method stał się zastrzyk trucizny (pierwszy wyrok przez jej zaaplikowanie wykonano w styczniu 1995). Od tej pory skazaniec ma prawo wyboru, czy chce umrzeć od zastrzyku, czy też na krześle. Jeżeli skazaniec nie zdecyduje się, wykonuje się zastrzyk. Egzekucja z użyciem krzesła elektrycznego została między innymi przeprowadzana na Robercie Charlesie Gleasonie Jr. 16 stycznia 2013 roku.
Wyroki wykonuje się w więzieniu Greensville w Jarratt.
1 października 2015 roku stracono tam 49-letniego Alfredo Rolando Prieto, skazanego na karę śmierci w 2010 roku za zamordowanie młodej pary w 1988 roku.
Ostatnia egzekucja odbyła się tam 6 lipca 2017 roku. Stracono wówczas 35-letniego Williama Charlesa Morvę, skazanego na karę śmierci za zastrzelenie ochroniarza, 32-letniego Derricka McFarlanda i zastępcy szeryfa, 40-letniego Erica Sutphina w dniach 20–21 sierpnia 2006 roku w mieście Blacksburg podczas ucieczki z aresztu.
W 2021 roku w głosowaniu w niższej izbie stanowego parlamentu – Izbie Delegatów – zniesienie kary śmierci znalazło 57 zwolenników, 41 delegatów głosowało przeciw. Wcześniej przepisy poparł miejscowy senat. Do wejścia w życie prawa znoszącego karę śmierci potrzebny był już jedynie podpis gubernatora Wirginii, jednak Ralph Northam już wcześniej zapowiedział, że podpisze nowe prawo. Ceremonia podpisania miała miejsce w marcu 2021 roku w zakładzie karnym w hrabstwie Greensville, w którym do tej pory wykonywano wyroki śmierci
.